# Cantone di Oust
Il Cantone di Oust era una divisione amministrativa dell'arrondissement di Saint-Girons.
A seguito della riforma approvata con decreto del 18 febbraio 2014, che ha avuto attuazione dopo le elezioni dipartimentali del 2015, è stato soppresso.

## Composizione
Comprendeva i comuni di:
- Aulus-les-Bains
- Couflens
- Ercé
- Oust
- Seix
- Sentenac-d'Oust
- Soueix-Rogalle
- Ustou